# Comté de Galveston
Pour les articles homonymes, voir Galveston.
Le comté de Galveston, en anglais : Galveston County, est un comté de l'État du Texas aux États-Unis. Il fait partie de la région métropolitaine du Greater Houston. Fondé le 15 mai 1838, son siège de comté est la ville de Galveston. Selon le recensement de 2020, sa population est de 350 682 habitants. Il est nommé en l'honneur de Bernardo de Gálvez, vice-roi de Nouvelle-Espagne qui aida les États-Unis lors de la guerre d'indépendance des États-Unis.

## Organisation du comté
Le comté est fondé le 15 mai 1838, par la république du Texas, à partir de terres des comtés de Brazoria, du comté de Harrisburg, actuel comté de Harris et de celui de Liberty. Il est définitivement organisé et rendu autonome le 27 août 1838.
Il est baptisé en référence au vice-roi de Nouvelle-Espagne Bernardo de Gálvez qui soutient les États-Unis lors de la guerre d'indépendance,,.

## Comtés voisins
|                   | Comté de Harris    | Comté de Chambers |
| Comté de Brazoria | comté de Galveston |                   |
|                   |                    |                   |

## Axes routiers
Les principales autoroutes et routes du comté sont :
- Interstate 45 (en)
- State Highway 3 (en)
- State Highway 6 (en)
- State Highway 87 (en)
- State Highway 99 (en) (En construction) - Grand Parkway
- State Highway 146 (en)

## Démographie
Lors du recensement de 2010, le comté comptait une population de 291 309 habitants. En 2018, la population est estimée à 337 890 habitants.

Pyramide des âges du comté de Galveston (2000).

| Groupes           | Comté de Galveston | Texas | États-Unis |
| ----------------- | ------------------ | ----- | ---------- |
| Blancs            | 72,5               | 70,4  | 72,4       |
| Afro-Américains   | 13,8               | 11,9  | 12,6       |
| Autres            | 7,5                | 10,6  | 6,4        |
| Asiatiques        | 3,0                | 3,8   | 4,8        |
| Métis             | 2,7                | 2,5   | 2,7        |
| Amérindiens       | 0,6                | 0,7   | 0,9        |
| Total             | 100                | 100   | 100        |
|                   |                    |       |            |
| Latino-Américains | 22,4               | 37,6  | 16,7       |

## Images

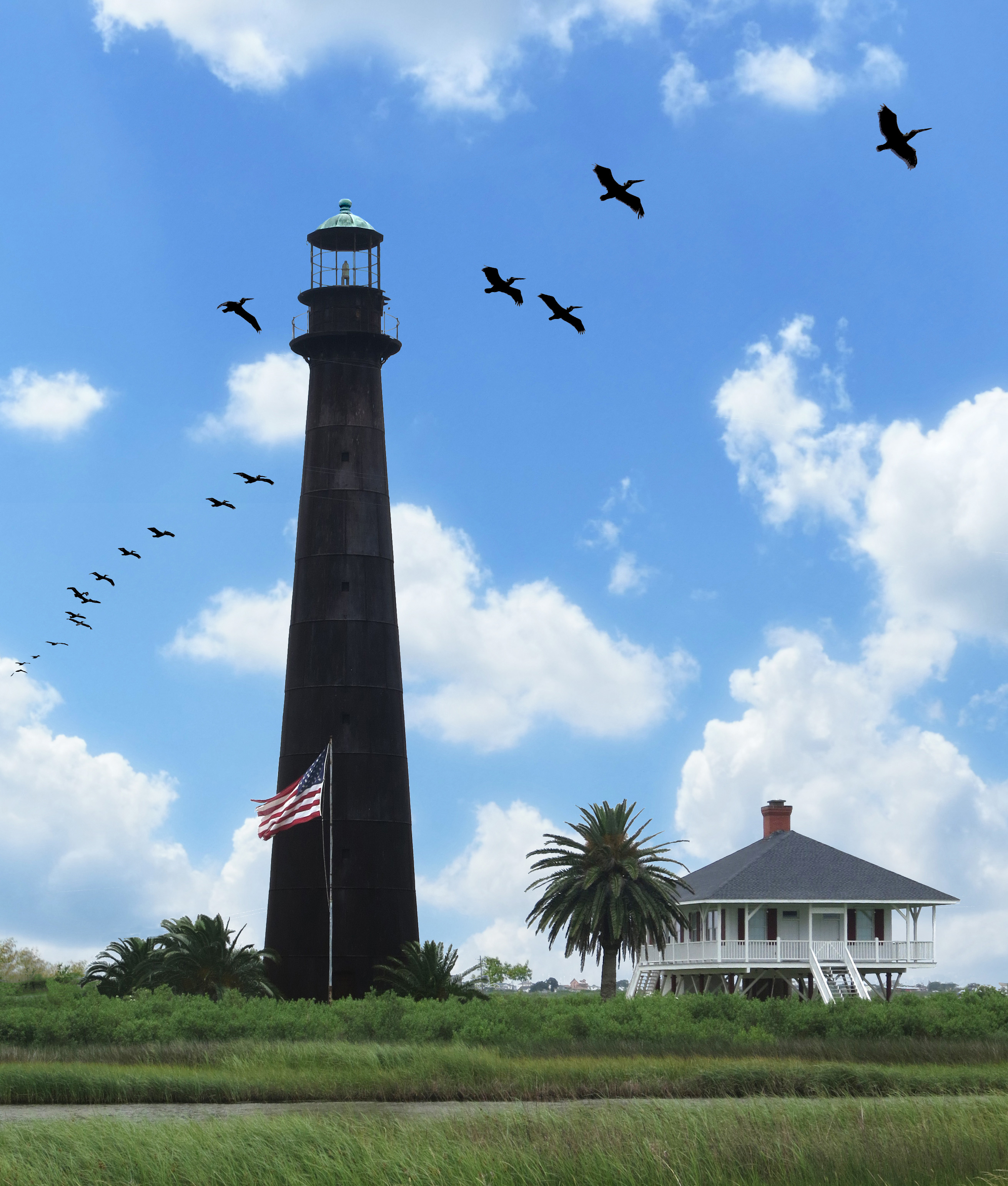
Phare de Bolivar Peninsula.
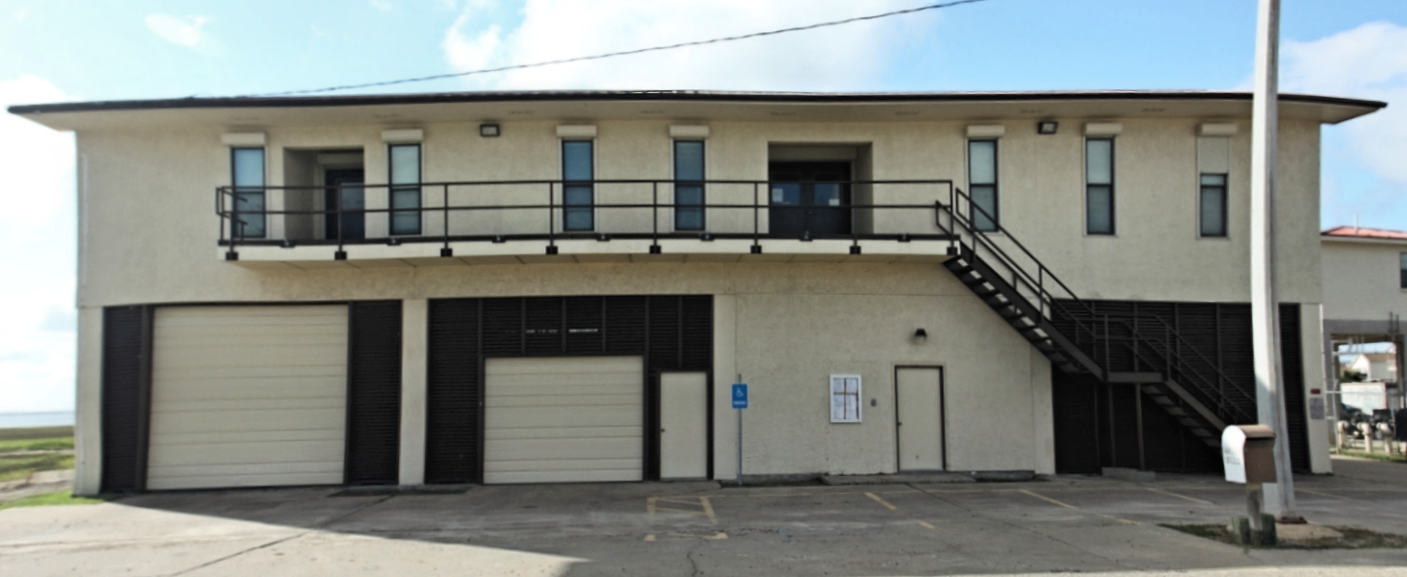
Mairie de Tiki Island.
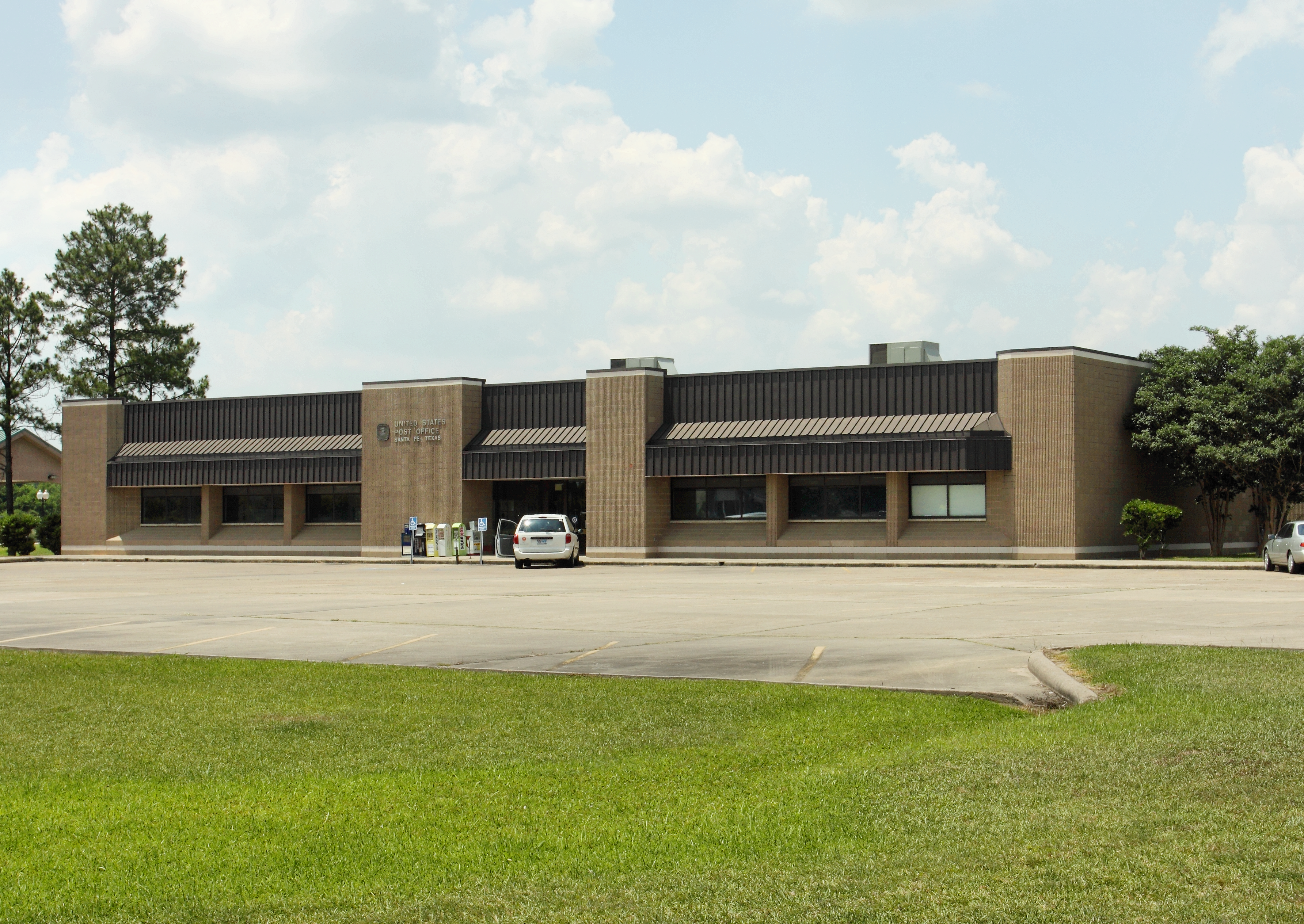
Bureau de poste de Santa Fe.
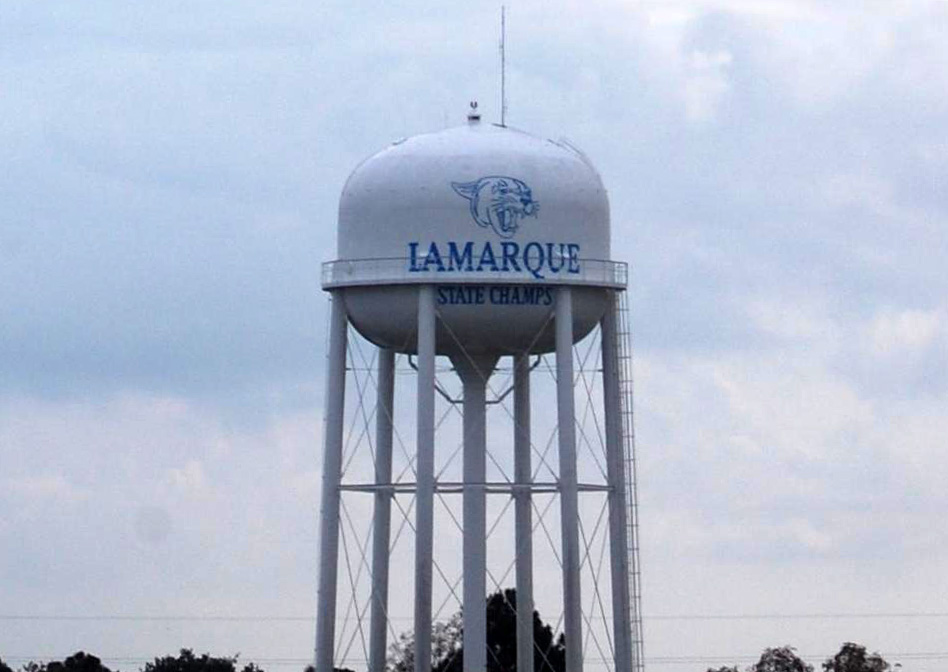
Château d'eau de La Marque.